# Hong Kong Free Press
L'Hong Kong Free Press (abbreviato HKFP) è un giornale digitale di Hong Kong, gratuito e no-profit pubblicato in lingua inglese. È stato fondato da dei giornalisti per colmare la lacuna della libertà di stampa presente nel Paese, per offrire un'alternativa al South China Morning Post e per fornire tempestivamente notizie e informazioni locali in inglese. Sin dalla sua fondazione, il caporedattore, nonché uno co-fondatore, è Tom Grundy.
Nel tardo 2015 la Cina ha bloccato l'accesso al sito se effettuato dalla Cina continentale. In uno studio effettuato dall'Università cinese di Hong Kong nel 2019, l'Hong Kong Free Press è il terzo giornale online più affidabile di Hong Kong, con un tasso di credibilità pari a 5,56 su 10.
Nel suo primo anno di attività, i giornalisti di Hong Kong Free Press hanno pubblicato più di 4 000 articoli, totalizzando oltre 3,5 milioni di visitatori unici.